# Parlament von Galicien
Das Parlament von Galicien (galicisch, spanisch: Parlamento de Galicia) ist die Volksvertretung und gesetzgebende Gewalt der Autonomen Gemeinschaft Galicien im Königreich Spanien.

## Geschichte
Im Zuge der Demokratisierung Spaniens in den 1970er Jahren wurde Galicien als eine der historischen Nationen Spaniens anerkannt. Es erhielt deshalb 1980/1981 ein Autonomiestatut. Das Parlament von Galicien wurde vor den ersten Regionalwahlen im Jahr 1981 eingerichtet und setzte sich aus den Abgeordneten zusammen, die in den galicischen Wahlkreisen in den spanischen Abgeordnetenkongress gewählt wurden.
Seit den ersten Regionalwahlen wird die politische Landschaft Galiciens durch die regionalen Ableger der großen spanischen Volksparteien Partido Popular (hier: Partido Popular de Galicia – PPG) und Partido Socialista Obrero Español (hier: Partido Socialista de Galicia – PSdeG) sowie der linksnationalistischen Regionalpartei Bloque Nacionalista Galego (BNG) bestimmt.
Die Jahre zwischen 1989 und 2005 waren durch Regierungschef Manuel Fraga Iribarne von der PP geprägt. Bei den Regionalwahlen am 19. Juni 2005 erzielte der Partido Popular, mit dem für eine fünfte Amtszeit kandidierenden Manuel Fraga Iribarne an der Spitze, 44,9 % der Stimmen (37 Sitze) und verpasste damit knapp die erneute absolute Mehrheit. Die Sozialisten, die 32,5 % (25 Sitze) der Stimmen auf sich vereinigten sowie der BNG mit 19,6 % (13 Sitze) verfügten damit über eine knappe Mehrheit im Regionalparlament. Die Vereinigte Linke (Izquierda Unida) erzielte bei den Wahlen am 19. Juni 2005 0,8 % (0 Sitze) der Stimmen.
Nach der Bildung einer Koalitionsregierung aus PSdeG und BNG wurde Emilio Pérez Touriño vom PSdeG am 29. Juli 2005 vom galicischen Parlament zum Nachfolger von Fraga Iribarne als Regierungschef gewählt und trat am 2. August 2005 sein Amt an.
Bei den Wahlen zum Regionalparlament am 1. März 2009 konnte die PP nach vier Jahren in der Opposition wieder die absolute Mehrheit der Mandate erzielen.
Als Ergebnis der Regionalwahlen wurde Alberto Núñez Feijóo mit den Stimmen der PP-Abgeordneten zum neuen Regierungschef gewählt. Er gewann auch die Regionalwahlen am 21. Oktober 2012, 25. September 2016 und am 12. Juli 2020. Seit Mai 2022 ist Alfonso Rueda Präsident Galiciens.

## Zusammensetzung
Das Parlament setzt sich gemäß dem galicischen Autonomiestatut vom 28. April 1981 aus 75 Abgeordneten zusammen, die in allgemeinen Wahlen gewählt werden. Von diesen 75 werden 24 für die Provinz A Coruña, 22 für Pontevedra, 15 für Lugo und 14 für Ourense gewählt.
Der aktuelle Stand nach den Wahlen vom 12. Juli 2020 ist folgender:
| Parlamento de Galicia (Wahl vom 12. Juli 2020)                                                                                   |         |         |            |  |
| Partei | PP      | BNG     | PSdeG-PSOE |  |
| Stimmen | 47,98 % | 23,80 % | 19,38 %    |  |
| Sitze | 42      | 19      | 14         |  |
| Junta de Galicia/Xunta de Galicia: PP                                                                                            |         |         |            |  |
| Presidente de la Junta de Galicia/Presidente de la Xunta de Galicia: Alberto Núñez Feijóo (PP), seit Mai 2022 Alfonso Rueda (PP) |         |         |            |  |

## Parlamentspräsident
Der Präsident des Parlaments vertritt das Parlament, sorgt für den ordnungsgemäßen Ablauf der Arbeiten, leitet die Aussprachen, hält die Ordnung aufrecht und ordnet Zahlungen an.
| Legislaturperiode | Präsident               | Präsident                        | Partei | Beginn der Amtszeit | Ende der Amtszeit |
| ----------------- | ----------------------- | -------------------------------- | ------ | ------------------- | ----------------- |
| I.                |                         | Antonio Rosón Pérez              | UCD    | 12. Dezember 1981   | 17. Dezember 1985 |
| II.               | 17. Dezember 1985       | Antonio Rosón Pérez              | UCD    | 13. Mai 1986        |                   |
| II.               |                         | Tomás Pérez Vidal                | CP     | 13. Mai 1986        | 16. Januar 1990   |
| III.              |                         | Victorino Núñez Rodríguez        | PPdeG  | 16. Januar 1990     | 16. November 1993 |
| IV.               | 16. November 1993       | Victorino Núñez Rodríguez        | PPdeG  | 18. November 1997   |                   |
| V.                | José María García Leira | 18. November 1997                | PPdeG  | 20. November 2001   |                   |
| VI.               | José María García Leira | 20. November 2001                | PPdeG  | 18. Juli 2005       |                   |
| VII.              |                         | María Dolores Villarino Santiago | PSdeG  | 18. Juli 2005       | 1. April 2009     |
| VIII.             |                         | Pilar Milagros Rojo Noguera      | PPdeG  | 1. April 2009       | 16. November 2012 |
| IX.               | 16. November 2012       | Pilar Milagros Rojo Noguera      | PPdeG  | 26. Januar 2016     |                   |
| IX.               |                         | Miguel Ángel Santalices Vieira   | PPdeG  | 26. Januar 2016     | 21. Oktober 2016  |
| X.                | 2. Oktober 2016         | Miguel Ángel Santalices Vieira   | PPdeG  | 7. August 2020      |                   |
| XI.               | 7. August 2020          | Miguel Ángel Santalices Vieira   | PPdeG  | Amtierend           |                   |